# Воронково (Ивановская область)
Воронково — деревня в Тейковском районе Ивановской области России, входит в состав Новолеушинского сельского поселения.

## География
Деревня расположена рядом с автодорогой 24Н-274, которая соединяет автодорогу 24Н-288 Тейково — Гаврилов Посад и автомобильную дорогу федерального значения М7 — в 15 км на юго-востоке от райцентра города Тейково, недалеко от деревни Иудкино. Неподалёку от деревни Воронково, находится озеро Рубское.

## История
Деревня Воронково входила в состав гослесфонда Тейковской сельской администрации.

## Реновация (проект IT-деревни)
В 2017 году компания involta приобрела часть территории Воронково размером 20 000 м². На землях ранее относившихся к деревне, площадью 80 000 м², планируется возведение первой в Ивановской области IT-деревни — involta Village. Генеральный план проекта разрабатывается с учётом современных дизайнерских и архитектурных решений. Главной целью проекта является реновация всей территории деревни Воронково.
Идея создания инновационного проекта в Ивановской области была озвучена в 2017 году, на публичных слушаниях по проекту планировки территории деревни Воронково, тогда же и было озвучено рабочее название проекта — «involta village». Проект подразумевает строительство населённого пункта с современными жилыми домами, комфортными офисными зданиями, спортивной и рекреационной инфраструктурой, рассчитанного на проживание 250 человек.
Здесь планируют проводить конференции, лекции и митапы от ведущих специалистов, позволяющие обменяться опытом[каким?] с коллегами со всей страны. Также планируется, что проект поможет развивать город Тейково и другие муниципалитеты, предотвращать отток молодых кадров из Ивановской области.
Генеральный план подразумевает строительство таких объектов как:
- Жилая зона — 28 домов для проживания;
- Рабочая зона — эко-коворкинг вместимостью до 200 человек;
- Парковая зона;
- спортивная зона — состоящая из теннисного корта, футбольного поля, уличной площадки для тренировок и других спортивных сооружений;
- гараж.

Начало строительства:

## Население
| 1859 | 1905 | 2010 |
| ---- | ---- | ---- |
| 67   | ↗86  | ↘0   |